# Intolleranza 1960

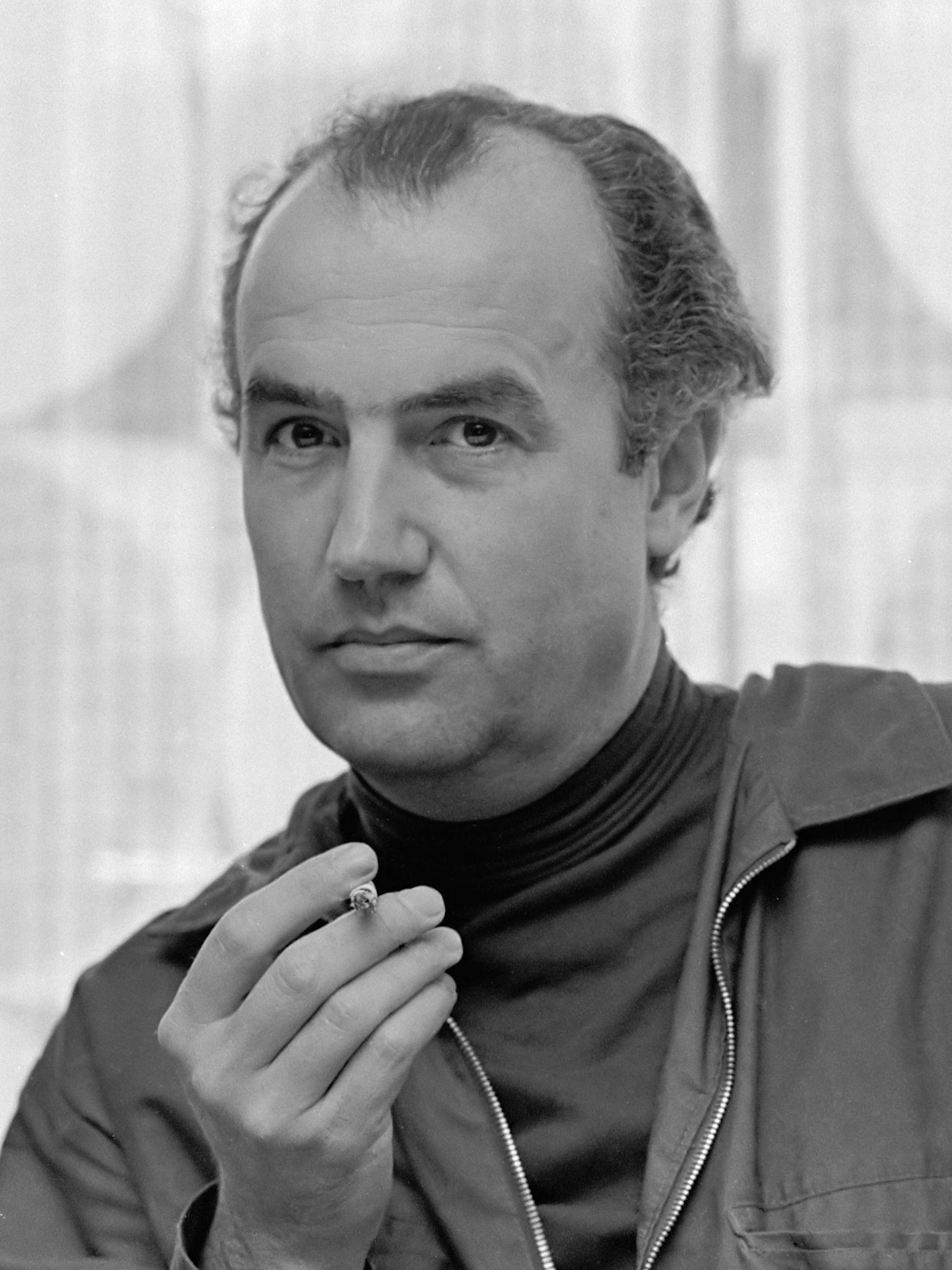
Luigi Nono lors d'une conférence de presse le 17 juin 1970.

Intolleranza 1960 est une action scénique en deux parties de Luigi Nono sur une idée de Angelo Maria Ripellino sur des textes de Henri Alleg, Bertolt Brecht, Paul Éluard, Vladimir Maïakovski, Julius Fucik et Jean-Paul Sartre. L'ouvrage lyrique est créé à la Biennale de Venise le 13 avril 1961 par le chœur polyphonique de Milan et l'Orchestre symphonique de la BBC dirigé par Bruno Maderna sur une mise en scène de Vaclav Kaslik et des décors et costumes d'Emilio Vedova. L'œuvre a été révisée en 1970 sous le titre Intolleranza 1970 opéra en un acte créé en 1974 à Florence.

## Distribution
- Un immigré ténor
- Son amie soprano,
- Une femme contralto,
- Un Algérien baryton
- Un homme torturé basse
- Chœur mixte,
- Quatre soldats : quatre acteurs

## Instrumentation
- trois flûtes, trois hautbois, trois clarinettes, trois bassons, six cors, quatre trompettes, quatre trombones, percussion, timbales, célesta, harpe, bande magnétique, cordes.

## Argument
Un immigré qui travaillait dans les mines, en France, veut rentrer dans son pays ; l'accusant d'ingratitude, sa compagne française le rejette. Arrêté par la police lors d'une manifestation, il est torturé mais en réchappe, ce qui n'est pas le cas d'un de ses compagnons d'infortune, jetés moribonds dans la Seine. Il croise un Algérien, puis fait la rencontre d'une femme ; ils voudraient s'aimer dans la liberté retrouvée quand la montée de l'eau et la rupture d'une digue les emporte tous les deux vers la mort.